# LUCA School of Arts
LUCA School of Arts is een katholieke hogeschool in Vlaanderen met bachelor- en masteropleidingen in audiovisuele kunsten en technieken, beeldende kunsten en vormgeving, fotografie, interieurvormgeving, bouw, muziek, drama, productdesign en een lerarenopleiding. 
De school heeft haar administratieve zetel in Brussel en vestigingen in Genk (C-Mine), Leuven (Lemmensinstituut), Brussel (NARAFI in Vorst en Campus Sint-Lukas Brussel in Schaarbeek) en Gent (Sint-Lucas).
LUCA is lid van de Associatie KU Leuven en is aangesloten bij  Katholiek Onderwijs Vlaanderen.

## Geschiedenis

### Hogeschool voor Wetenschap en Kunst
In 1995 werd de Hogeschool voor Wetenschap & Kunst (W&K of WENK) opgericht als fusie van acht hogeronderwijsinstellingen: De Nayerinstituut (Sint-Katelijne-Waver),  HONIM (Sint-Jans-Molenbeek), Kardinaal Mercier Instituut (Schaarbeek), Lemmensinstituut (Leuven), NARAFI (Brussel), Sint-Lucas-Instituut (Brussel-Schaarbeek), de Sint-Lucasschool (Gent) en VLEKHO (Schaarbeek).

### Associatie KU Leuven
In 2001 koos WENK net zoals de EHSAL (Economische Hogeschool Sint-Aloysius) voor een associatie met de Katholieke Universiteit Leuven in het kader van de Bolognaverklaring. Deze Europese overeenkomst uit 1999 stelde dat alle opleidingen hoger onderwijs van minstens vier jaar een master moesten worden, dus ook de Vlaamse kunstenopleidingen. Elke masteropleiding moest ook aan onderzoek doen. Ter begeleiding van de 'academisering' van de kunstenopleidingen werd in 2003 binnen de Associatie KU Leuven een 'Onderzoeksplatform Kunsten' opgericht. Hieraan namen naast de twee kunsteninstituten van de WENK-hogeschool (Sint-Lucas Gent (beeldende kunst) en het Leuvense Lemmensinstituut (muziek)) ook de kunstenafdeling van de Katholieke Hogeschool Limburg en de Hogeschool Sint-Lukas Brussel (audiovisuele en beeldende kunst) deel.
Vanaf 2004 volgde een verdere integratie onder de vlag van de KU Leuven. Dat jaar werd het Kardinaal Mercier Instituut geïntegreerd in De Nayer. De groeiende samenwerking tussen de associatieleden leidde tot een herschikking binnen de associatie. Verschillende niet-kunstgerichte opleidingen werden overgedragen aan andere hogescholen binnen de associatie. Zo werden de opleidingen van VLEKHO en HONIM in 2008 opgenomen in de Hogeschool-Universiteit Brussel en werd in 2010 het De Nayer-instituut in 2010 overgedragen aan Lessius Mechelen (die in 2012 opging in Thomas More).

### LUCA School of Arts
Vanaf academiejaar 2011-2012 fuseerde de Hogeschool voor Wetenschap & Kunst met de Brusselse Hogeschool Sint-Lukas, dat als nieuw departement werd geïntegreerd. Op 15 september 2012 werd W&K herdoopt tot LUCA School of Arts. De fusieoperatie verliep niet probleemloos: studenten en docenten boden er groot verzet tegen. In februari 2013 werd een debat georganiseerd op initiatief van de studenten beeldende kunsten, waarbij twee docenten zich zeer kritisch uitlieten tegenover de Leuvens Associatievoorzitter André Oosterlinck.
Sinds september 2014 maakt ook de kunstopleiding van campus C-Mine Genk, die voorheen bij de Katholieke Hogeschool Limburg hoorde, deel uit van LUCA School of Arts.

## Opleidingsaanbod
Hieronder volgt een overzicht van het opleidingsaanbod per campus.

### Sint-Lucas Gent
- Professionele bachelor in de beeldende vormgeving (grafische studio, reclamestudio, digitale studio, studio still en studio brand & packaging)
- Professionele bachelor in de interieurvormgeving (Gent en Brussel)
- Academische bachelor en master in de beeldende kunsten met afstudeerrichtingen in textielontwerp, grafisch ontwerp, sculptuur/glas/keramiek, fotografie, grafiek/tekenkunst, illustratie, mixed media en schilderkunst)
- Educatieve master in audiovisuele en beeldende kunsten
- Verkorte educatieve bachelor in secundair onderwijs

### Campus Lemmens
- Academische bachelor en master in drama
- Academische bachelor en master in de muziek met afstudeerrichtingen in instrument/zang, jazz, directie, compositie, muziektherapie en muziekpedagogie
- Internationale master in voortgezette studies muziek
- Educatieve master in muziek en podiumkunsten

In 2013 werd de opleiding drama een onafhankelijke opleiding binnen de LUCA School of Arts met Geert Kestens als opleidingshoofd en Carl von Winckelmann als artistiek coördinator. Bekende docenten zijn Kris Cuppens, Sara Vertongen, Els Olaerts, Jonas Van Thielen en Tom Van Bauwel. Bekende afgestudeerden zijn Janne Desmet, Jonas Van Thielen, Laura Verlinden, Tina Maerevoet, Charlotte Anne Bongaerts, Joren Seldeslachts en Line Pillet.
In academiejaar 2020-2021 ging LUCA Drama van start met het opleidingstraject 'Schrijven: writing for performance', de enige volwaardige toneelschrijfopleiding in Vlaanderen.

### NARAFI
- Professionele bachelor in de audiovisuele technieken: film, tv en video
- Professionele bachelor in de audiovisuele technieken: fotografie

### Sint-Lukas Brussel
- Professionele bachelor in de bouw
- Professionele bachelor in de interieurvormgeving
- Academische bachelor en master in de audiovisuele kunsten
- Academische bachelor en master in de beeldende kunsten met afstudeerrichtingen in animatiefilm, beeldverhaal, film, fotografie, media/information design en vrije kunsten
- International Master of Audiovisual Arts
- International Master of Visual Arts
- Erasmus Mundus master of documentary film making
- Educatieve Master in Audiovisuele en Beeldende Kunsten

### C-Mine Genk
- Academische bachelor en master in de audiovisuele kunsten met afstudeerrichtingen in Televisie - Film, Animatiefilm en CMD (Game design)
- Academische bachelor en master in de beeldende kunsten met een afstudeerrichting in Fotografie
- Academische bachelor en master in productdesign
- Erasmus Mundus Master Re:Animation
- Educatieve Master in Audiovisuele en Beeldende Kunsten

### Afsplitsing architectuuropleidingen naar KU Leuven
De academische architectuuropleidingen zijn sinds het academiejaar 2013-2014 als 'Faculteit Architectuur' geïntegreerd binnen de Katholieke Universiteit Leuven. Sinds invoering van de BaMa-structuur in 2002 leiden deze academische masteropleidingen namelijk op tot Master of Science, een universitaire graad. Dit is een stap in een reeks van vele, met als bedoeling de eenvormigheid van alle architectuuropleidingen als universitaire opleidingen te bereiken. De huidige universitaire opleiding tot Master of Science in de ingenieurswetenschappen : architectuur aan de KU Leuven blijft, in zijn verschillen en gelijkenissen, evenwel bestaan binnen een andere faculteit.